# Esgaroth
Esgaroth, conocida como Ciudad del Lago, es una ciudad ficticia descrita en los textos de J. R. R. Tolkien, que tiene una importancia fundamental en el viaje de Bilbo Bolsón junto a Thorin y compañía a liberar la Montaña Solitaria de la ocupación de Smaug el Dorado, narrado en la novela El hobbit.

## Esgaroth o Ciudad del Lago
Se trataba de una ciudad de Hombres, enclavada en las aguas del Lago Largo; no estaba emplazada en la orilla, aunque había allí unas cuantas cabañas y construcciones, sino sobre la superficie misma del Lago, en una apacible bahía protegida de los remolinos del río por un promontorio de roca; en la orilla centro occidental del mismo, muy poco al norte de donde se producía la desembocadura del Río del Bosque. Ubicada justo al noreste del Bosque Negro y al sur de Erebor, la Montaña Solitaria. Estaba edificada sobre pilares de madera clavados en el fondo del lago y se accedía a ella desde tierra por un puente de madera que se extendía hasta unos enormes troncos que sostenían una bulliciosa ciudad también de madera…” Aparentemente este no fue el emplazamiento original de la Ciudad del Lago, sino que en la época de mayor esplendor de la región, Esgaroth habría estado emplazada, por lo menos una parte, sobre la orilla oeste, puesto que podían verse aún los pilotes carcomidos de una ciudad más grande, cuando bajaban las aguas, durante las sequías.”

### Mercado de la Ciudad y Casa del Gobernador
En el centro del rectángulo que constituía la ciudad, existía un amplio círculo de agua tranquila rodeada por altos pilotes…”; a su alrededor “(…)se levantaban las casas más grandes…” y más importantes de la ciudad, entre ellas la del Gobernador; en donde Bilbo y los trece enanos fueron recibidos luego de su penosa huida del Reino de Thranduil. En ese sector de la ciudad estaba también el Mercado en donde se realizaban las operaciones comerciales; había 'largos muelles de madera con escalones y escalerillas que descendían a la superficie del lago.” A donde llegaban los distintos botes y barcazas con mercadería, que entraban por un túnel entre pilotes ubicado en el sector sur de la ciudad. De una de las casas llegaba el resplandor de muchas luces y el sonido de muchas voces. Cruzaron las puertas y se quedaron parpadeando a la luz, mirando las largas mesas en las que se apretaba la gente.”

### Etimología
El nombre dado a la Ciudad, Esgaroth, es uno de los misterios que Tolkien acostumbraba a dejar a sus lectores sin brindar muchas explicaciones. Se trata de una palabra Ilkorin que significa “Lago de Juncos”, compuesta por Esgar: “lecho de juncos”, raíz ESEK y *-oth, que parecería “(…)es el elemento que se traduce como "lago". No parece que ocurra una palabra o elemento similar en ningún sitio más.” ¿Qué hace un nombre de una ciudad en una lengua que en la anterior concepción de Tolkien correspondía a los Teleri que se quedaron en Beleriand; llamados en aquel entonces (tiempo de los Cuentos Perdidos) "Ilkorindi", "los que no eran de Kôr"?. La explicación reside en el hecho de que en la misma época en que Tolkien publicaba El hobbit; “(…)coincide con la época de creación de "Las Etimologías", por lo que, efectivamente, el ilkorin se concebía entonces como la lengua nativa de los Teleri de Beleriand…” Claramente en Etimologías se señala que la raíz ESEK, corresponde a “(…)Cf. Esgaroth, Lago de Juncos, debido a que la orilla occidental estaba llena de juncos.” Por lo que queda claro que cuando el Profesor hizo, muy a su pesar, las adaptaciones a El hobbit; dejó esta palabra sin adaptar al Sindarin de los Elfos Silvanos de Thranduil, quienes seguramente fueron los autores de este nombre para la ciudad; y la mantuvo en El Señor de los Anillos. Ahora bien, Javier Lorenzo nos dice: “También existe en "Addenda & Corrigenda to the Etymologies" otra interpretación del nombre. Bajo la raíz SKAR2-, escrita apresuradamente, aparece en una lengua élfica sin identificar _esgaroth_, cuya glosa los editores de A&C interpretan como "strand-burg" ["ribaburgo"]; _Vinyar Tengwar_ 26, p. 14.” Es decir “Ciudad de la Ribera”; lo que es más consistente con el nombre para una ciudad, que la dada bajo la raíz ESEK, que hace más referencia al Lago.

## Historia
Por su ubicación geográfica la Ciudad del Lago era una importante base del comercio regional e interregional. La cuenca del Río Celduin le permitía comerciar con el sur y con las regiones al oeste del mar de Rhûn; a través del Río del Bosque con no solo los elfos de Thranduil, sino también con los valles del Noroeste de los lindes del Bosque Negro; y “(…)cuando el Valle Norte era rico y próspero…” los habitantes de la ciudad “(…)habían sido poderosos hombres de fortuna; vastas flotas de barcos habían poblado aquellas aguas, y algunos llevaban oro y otros guerreros con armaduras, y allí se habían conocido guerras y hazañas que ahora eran sólo una leyenda...”
Al igual que la Ciudad de Valle, poco se sabe sobre el origen de la ciudad, pero quienes la construyeron fueron los Hombres del Norte, descendientes de los Edain que poblaron toda la región en la Primera Edad y que constituyeron innumerables tribus, pueblos y reinos, de los que el Reino de Rhovanion, en la TE, era una muestra. Estos pueblos se asentaron, básicamente, en los lindes del Bosque Negro y las orillas de los dos grandes ríos de la región, el Celduin y el Carnen; o en las vastas llanuras ubicadas entre estos. Además, las lenguas de los Hombres del Norte, incluida la de los hombres de Esgaroth, “(…) estaban emparentadas con el Adûnaic, y algunas conservaban todavía cierta semejanza con la Lengua Común…”; lo que parece atestiguar esta procedencia.
Ahora bien los Hombres del lago contaban con una inmejorable posición geográfica para expandirse comercial y económicamente; pero la pregunta que surge es ¿desde cuando? Suponemos que el asentamiento probablemente dataría de fines de la Segunda Edad, que es el momento en que Sauron, derrotado, deja la Tierra Media, lo que trajo una mayor tranquilidad a la región; pero ésta había sido prácticamente devastada y sobrevivían bolsones de pueblos a lo largo de los lindes del Bosque Negro y la cuenca del río Celduin, conocidos como “Los Hombres Libres del Norte”. 
Los primeros siglos de la Tercera Edad vieron a la región formando parte de una especie de protectorado de Gondor y en especial luego de la derrota que Rómendacil I propinó a los Hombres del Este. Este hecho, probablemente, permitió el desarrollo de una poderosa ciudad de comerciantes en el Lago Largo, puesto que la influencia gondoreana pudo ser determinante para que este pueblo dejara la vida rural, característica de los Hombres del Norte; aprendiendo de los gondoreanos a construir barcos; aprovechando las ventajas geográficas de su ubicación. O bien, como postula Michael Martínez, “(…)Tolkien no indica donde esos hombres del norte aprendieron el arte de construir barcos, pero se puede suponer que lo desarrollaron por ellos mismos.” Además el hecho de que sus flotas sirvieran para el transporte de tropas y armas, nos habla de que el servicio a Gondor pudo ser muy lucrativo para los hombres de Esgaroth, en la tan conflictiva Rhovanion de esos días. 
El asentamiento del Rey Thranduil en el norte del Bosque Negro, (1100 TE) contribuyó, también al engrandecimiento de la Ciudad; con el uso del Río del Bosque como vía de comercio entre los Elfos Silvanos y los Hombres del Lago, y con senderos y caminos que cruzaron el Bosque y se unieron a Esgaroth. Es posible que de esta época datara la antigua y más grande ciudad, de la que solo se veían los restos en tiempos de bajada de las aguas.
La Gran Peste de 1636 y la sucesiva oleada de ataques de los Aurigas pusieron en jaque el dominio de Gondor en la región. Con la muerte de Narmacil II, el Reino del Sur perdió todos sus territorios orientales; dejando a la ciudad aislada y desprotegida; sólo el comercio con los Elfos Silvanos sobrevivió a la catástrofe económica. La región prácticamente se despobló o fue ocupada por los Hombres del Este. Pero no sería el final del enclave; todavía habría de ver otro momento de esplendor. Fue durante los años en que los Enanos ocuparon Erebor que el intenso tráfico comercial con el norte, con el oeste y con el sur se reanudó, pero quizá no con la fortaleza de antaño.
Ahora bien en el año 2770 el importante comercio con los Enanos de Erebor llegó a su fin cuando Smaug se apoderó de la Montaña Solitaria. Esgaroth sobrevivió, pero se perdió el contacto con los mercados del norte, en especial con Valle, que fue destruida por el Dragón y sus sobrevivientes se refugiaron en la Ciudad del Lago. Pero en el año 2941, cuando Thorin y compañía llegaron a Erebor, Smaug poseído por la ira, al no poder descubrir el escondite de los Enanos, atacó Esgaroth, destruyéndola. Esta acción resultó en el fin del Dragón; puesto que Bardo el Arquero lo atravesó con la Flecha Negra en el lugar más débil de su coraza, dándole muerte. La ciudad fue reconstruida por los sobrevivientes y recuperó su prosperidad, gracias a las riquezas de Erebor. Tras los acontecimientos de El hobbit, se unió a los nuevos dominios de Valle. Poco se habla de la participación de la ciudad del Lago Largo en la Guerra del Anillo, pero es de suponer que contribuiría a los ejércitos de hombres y enanos que enfrentaron a las fuerzas de Khamûl en la Batalla de la Ciudad de Valle.